# Anticoma major
Anticoma major är en rundmaskart som beskrevs av Mawson 1956. Anticoma major ingår i släktet Anticoma och familjen Anticomidae. Inga underarter finns listade i Catalogue of Life.